# Koenigsegg Agera R
Agera R je supersportovní automobil z dílny švédského výrobce Koenigsegg a je pokračováním vozu Agera. Agera R má všechny vlastnosti a funkce Agery, ale také nabízí několik unikátních řešení, která ještě více zvyšují výkon. Koenigsegg byl první výrobce sportovních vozů, který udělal krok směrem k zelené technologii, se zavedením biopaliva v CCXR v roce 2007. Agera R, založena na vysoce soutěživé Ageře, následuje ve stopách CCXR a jezdí na palivo E85. Agera R má upravenou řídící jednotku, takže má dostatečný průtok paliva pro vytvoření 1140 koní a 1200 Nm s palivem E85 a E100 díky většímu oktanovému číslu těchto paliv. Pokud by byla Agera R naplněna benzínem o oktanovém čísle 95, dosáhla by výkonu pouze 940 koní.